# Magický hlas rebelky
Magický hlas rebelky je český dokumentární film z roku 2014 režisérky Olgy Sommerové o zpěvačce Martě Kubišové. Premiéru měl 17. července 2014. Novinářské konference se zúčastnili jeho tvůrci a hlavní účinkující z filmu. Například Olga Sommerová, Marta Kubišová a Václav Neckář. Úvodní píseň filmu natočila Marta Kubišová ve spolupráci s Anetou Langerovou.
Stejnojmenný soundtrack vydal Supraphon.

## Ocenění
Film byl nominován na cenu za nejlepší dokument na Cenách české filmové kritiky 2014 i na Českém lvu, ale nominace neproměnil.

## Recenze
- Alena Prokopová, Reflex
- Emma Orphe, FilmCZ.info – 80 % [3]